# هجري دده
محمود بن علي بن نظيري المُتخلّص بـهجري والملقّب بـ دِدِه أو دَه دَه ويعرف عمومًا بـهجري دَدة (1881 - 1952) شاعر وكاتب عراقي ومن أعلام تركمان بالعراق في النصف الأول من القرن العشرين م. ولد في كركوك ونشأ في عائلة عريقة يارسانية وتعلم بها. عمل في التدريس بمسقط رأسه وفي بغداد ثم عهد إليه في سنة 1927 بإدارة جريدة «كركوك»، وبعده عيّن مفتشاً صحيّاً في دائرة البلدية‌ في 1928. توفي في مسقط رأسه. له دواوين في الشعر التركي والفارسي وعمل في مجال الترجمة وكتابة التاريخ أيضا.

## سيرته
ولد محمود هجري ابن الملا علي بن نظيري دده ابن قيصر في كركوك سنة 1881 م وتوفي والده ولم يبلغ الرابعة من عمره. ونشأ في عائلته التي لها زعامة روحية بين الكاكائية وتحتفظ بالتاج والخرقة والحزام وغيرها من الآثار التي عمرها إلى زمن سليمان القانوني علی ما ذكره عباس العزاوي في كتابه الكاكائية في التاريخ.

عيّن هجري دده مدرساً في المدرسة السلطانية في مدينة‌ كركوك قبيل الحرب العظمی الأولی لكن المدرسة أغلقت عند نشوب الحرب،‌ وكان بعد ذلك ملتزماً لكيل الحبوب فمعلماً بمدرسة القلعة. وعهد إليه في سنة 1927 بإدارة جريدة «كركوك»، ثم عيّن مفتشاً صحيّاً في دائرة البلدية‌ في 1928.

توفي هجري دده في مسقط رأسه في خريف 1952. 

## شعره
قرض الشعر باللغتين التركية والفارسية، أما أشعاره الکوردية فمکتوبة بالکرمانجية الجنوبية واللهجة الگورانية وهي لهجة الکتب المقدسة لدی الکاکائيين. نشِر رباعياته في جريدة «كركوك» الرسمية. وصف بأنه كان في عصره شاعراً بارزاً وكان له صولات وجولات في مجالات التاريخ والفكر والثقافة العامة. وكان يتقن ثلاث لغات هي التركمانية والفارسية والكوردية. وقد اتسم شعره بالقوة والرقة، واتشح بالإشراق والأصالة والجمال دون العمق. وامتاز بالمدح والهجاء وبعد ذلك بالوصف والغزل. 
ومن شعره قصيدته «كركوك في التاريخ» ترجمها وحيد الدين بهاء الدين في كتابه «من أدب التركمان»:
كركوك هذه التي تعرّضت لآلاف البلايا،
كركوك هذه التي داهمتها الأوبئة والطاعون،
كركوك هذه التي ذاقت من الجفاء ألواناً،
كركوك هذه التي تقلّبت علی أفراح وأتراح

## حياته الشخصية
تزوج حوالي سنة 1897 من السيدة بهية بنت الدرويش رضا التي أنجبت منه کل من شريفة ونعيمة وعلي غالب وفائق. توفي علي غالب وهو صغير، أما فائق ده‌ده‌ فأصبح معلما في کرکوك.

## آثاره
کتب هجري ده‌ده‌ 22 کتابا لم يطبع منها إلا خمسة کتب. من مؤلفاته مطبوعة:
- إرشادات كائنات، 1923.
- يادگار هجري، بالتركية والفارسية، 1911.
- تاريخ كركوك
- رباعيات
- ترجيع بند
- جانلي أثر
- ترجمة غولستان سعدي إلى التركية
- تحفة سليماني: بالفارسية، 1935.
- گلدسته‌ خزعلية: بالفارسية.